# 蜡梅山禽图
《蜡梅山禽图》是北宋皇帝宋徽宗赵佶（1082~1135）所做的一副绢本设色画。现收藏于台湾國立故宮博物院。
画中有蜡梅一枝，自右下方向左上方挺生，枝细瘦，却用双线勾成，并略加晕染，勾出结节。蜡梅花用勾线填色法画成，疏朗地缀于枝头。一对白头翁安逸地栖于枝上，形态各异，用笔精炼准确，形象生动。

画幅左下方，赵佶用瘦金体题诗一首：
|  | 山禽矜逸态，梅粉弄轻柔。已有丹青约，千秋指白头。 |

中国书画鉴定专家徐邦达先生认为此画是“院人代笔”。